# Unió Russa de Futbol
La Unió Russa de Futbol (en rus: Российский Футбольный Союз, Rossijski Foetbolnyj Sojoez (РФС, RFS) és l'organisme que dirigeix el futbol a Rússia.
És l'encarregada d'organitzar la Lliga russa de futbol, la Copa russa de futbol i la Selecció de futbol de Rússia. Té la seu a Moscou. Entre 1917 i 1992, el futbol rus fou governat per la Federació de Futbol de l'URSS.